# Анненково (Белебеївський район)
Анне́нково (рос. Анненково, башк. Анненков) — присілок у складі Белебеївського району Башкортостану, Росія. Входить до складу Донської сільської ради.
Населення — 23 особи (2010; 34 в 2002).
Національний склад:
- росіяни — 68 %
- українці — 26 %